# Iglesia de San Esteban de Bas

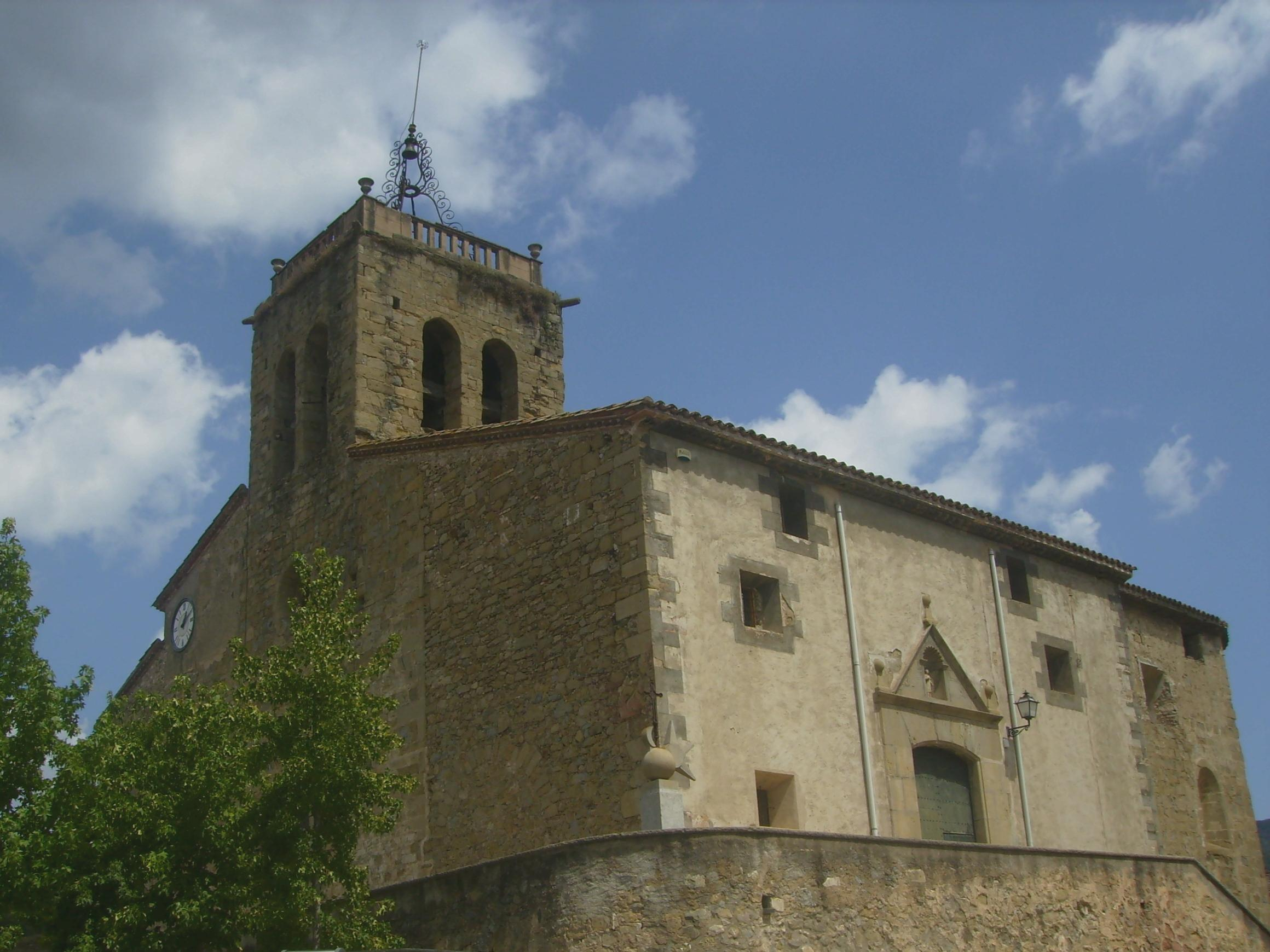
Iglesia de Sant Esteve d'en Bas.

La iglesia de San Esteban de Bas está situada en Vall de Bas en la comarca catalana de La Garrocha.
Fue consagrada por Berenguer Dalmau, obispo de Gerona, en el año 1119. Con los terremotos que asolaron esta zona en el siglo XV resultó muy dañada; algunas partes se reconstruyeron y otras desaparecieron. Fue sometida a obras de ampliación en el siglo XVIII.

## El edificio
Aunque actualmente , después de las reformas habidas, conste de tres naves, originariamente era de planta de cruz latina, es decir, de una sola nave con tres ábsides y transepto. El ábside central tiene decoración de ventanas ciegas geminadas.
En el interior, muestra una influencia del monasterio de Sant Joan les Fonts. Está dividida en cinco tramos separados por columnas que sostienen arcos adosados a los muros con once capiteles esculpidos, repartidos en toda la cuenca absidal, el crucero y la nave norte. Se cree que están hechos por dos maestros diferentes, uno en la primera mitad del siglo XII y otro activo en la segunda mitad del mismo siglo, de estilo más refinado, quizás influido por el Maestro de Cabestany, sobre todo en el capitel que representa la Virgen con el Niño, rodeada de cuatro ángeles.